# John Sykes
John James Sykes (29. července 1959, Reading, Berkshire, Anglie, Spojené království – ?2024) byl anglický kytarista a skladatel. Nejvíce známý jako zakladatel skupiny Blue Murder a pro spolupráci s hardrockovými skupinami Thin Lizzy a Whitesnake.
V pondělí 20. ledna 2025 bylo na sociálních sítích oznámeno, že zemřel během roku 2024 ve věku 65 let na rakovinu, se kterou dlouhodobě bojoval.

## Diskografie

### Tygers Of Pan Tang
- Spellbound (1981)
- Live at Nottingham Rock City (1981)
- Crazy Nights (1982)
- The Cage (1983) (Skladby "Love Potion No. 9" a "Danger in Paradise")

### Badlands
- Badlands demo tape (1982)

### Thin Lizzy
- Thunder and Lightning (1983)
- Thin Lizzy - BBC Radio One Live In Concert (1983)
- Life (1983)
- One Night Only (2000)

### Phil Lynott
- Live in Sweden 1983 (1983)

### Whitesnake
- Slide It In (US Version) (1984)
- Whitesnake (1987)

### Blue Murder
- Demo (1988)
- Blue Murder (1989)
- Nothin' but Trouble (1993)
- Screaming Blue Murder: Dedicated to Phil Lynott (1994)

### Sólová alba
- Please Don't Leave Me (1982)
- Out Of My Tree (1995)
- I Don't Wanna Live My Life Like You (1995)
- Loveland (1997)
- 20th Century (1997)
- Chapter One (1998)
- Best of John Sykes (2000)
- Nuclear Cowboy (2000)
- Bad Boy Live! (2004)